# Zane Gonzalez
Zane Gonzalez (Deer Park, 7 maggio 1995) è un giocatore di football americano statunitense che milita nel ruolo di placekicker per i Carolina Panthers della National Football League (NFL).

## Carriera

### Cleveland Browns
Gonzalez al college giocò a football con gli Arizona State Sun Devils dal 2013 al 2016, venendo premiato come All-American nella sua ultima stagione. Fu scelto nel corso del settimo giro (224º assoluto) del Draft NFL 2017 dai Cleveland Browns. Debuttò come professionista subentrando nella gara del primo turno persa contro i Pittsburgh Steelers segnando l'unico field goal tentato da una distanza di 24 yard. Nella settimana 9 contro i Tennessee Titans segnò da una distanza di 54 yard, un nuovo primato personale. La sua stagione da rookie si concluse segnando 15 field goal su 20 tentativi.

### Arizona Cardinals
Nel 2019 Gonzalez firmò con gli Arizona Cardinals. Alla fine di ottobre fu premiato come giocatore degli special team della NFC del mese in cui segnò 11 field goal su 12 tentativi.

### Detroit Lions
Il 10 agosto 2021 Gonzalez firmò con i Detroit Lions.

### Carolina Panthers
Il 14 marzo 2022 Gonzalez firmò un contratto biennale da 4,5 milioni di dollari con i Carolina Panthers.

## Palmarès
- Giocatore degli special team della NFC del mese: 1

ottobre 2019